# 21 de l'Àguila
21 de l'Àguila (21 Aquilae) és una estrella de la constel·lació Aquila. Té una magnitud aparent de 5,14.

## Components
| NOM                            | Ascensió recta | Declinació  | Magnitud aparent (V) | Tipus espectral | Referències |
| ------------------------------ | -------------- | ----------- | -------------------- | --------------- | ----------- |
| 21 de l'Àguila B (BD+02 3824B) | 19h 13m 40.3s  | +02° 17' 47 | 12.3                 |                 | Simbad      |